# Катарина Кресал
Каратина Кресал (Љубљана, 28. јануар 1973) je словеначка правница и политичарка, председница Либералне демокрације Словеније и бивша министарка унутрашњих послова.
Рођена је 1973. године у Љубљани, где је завршила основну школу и гимназију. Након тога је уписала правни факултет и дипломирала 1996, а три године касније положила је правосудни испит. Једно време је радила као приправница у Вишем суду, а затим као саветница за привредне спорове у љубљанском Окружном суду. Након тога је радила правница у неколико фирми и од 2003. ради као адвокат у канцеларији Мире Сенице. Бави се привредним, копрпоративним, стечајним и ауторским правом. Године 2005. је постала заменица шефа канцеларије и шеф Одељења за економске и међународне послове.
Кресалова је 30. јуна 2007. изабрана за председницу Либералне демокрације Словеније, а на то место је реизабрана 28. маја 2011. године. У мају 2008, на конгресу у Белфасту, постављена је за потпредседницу Либералне интернационале. Исте године је требало да буде посланик у Народној скупштини, али ју је на тој позицији заменио Антон Андерлич. Уместо тога, она је 21. новембра 2008. именована за министра унутрашњих послова у влади Борута Пахора. Због оптужби за корупцију у њеном министарству, Кресалова је 9. августа 2011. поднела оставку.
Магазин Образи прогласио ју је 28. новембра 2009. Политичким лицем 2009., а магазин Јана јој је 12. јануара 2010. доделио признање Словенка 2009. године.
Кресалова је 2008. објавила књигу Leto v politiki.